# خدایان مصر باستان

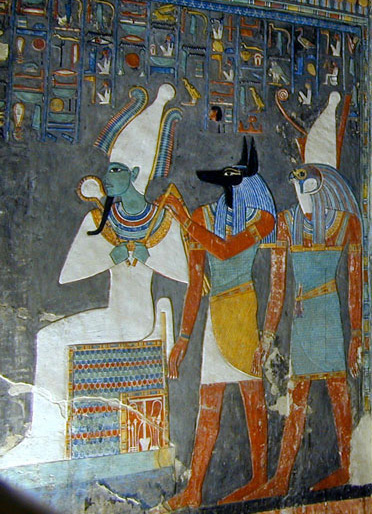
خدایان ازیریس، آنوبیس و حوروس

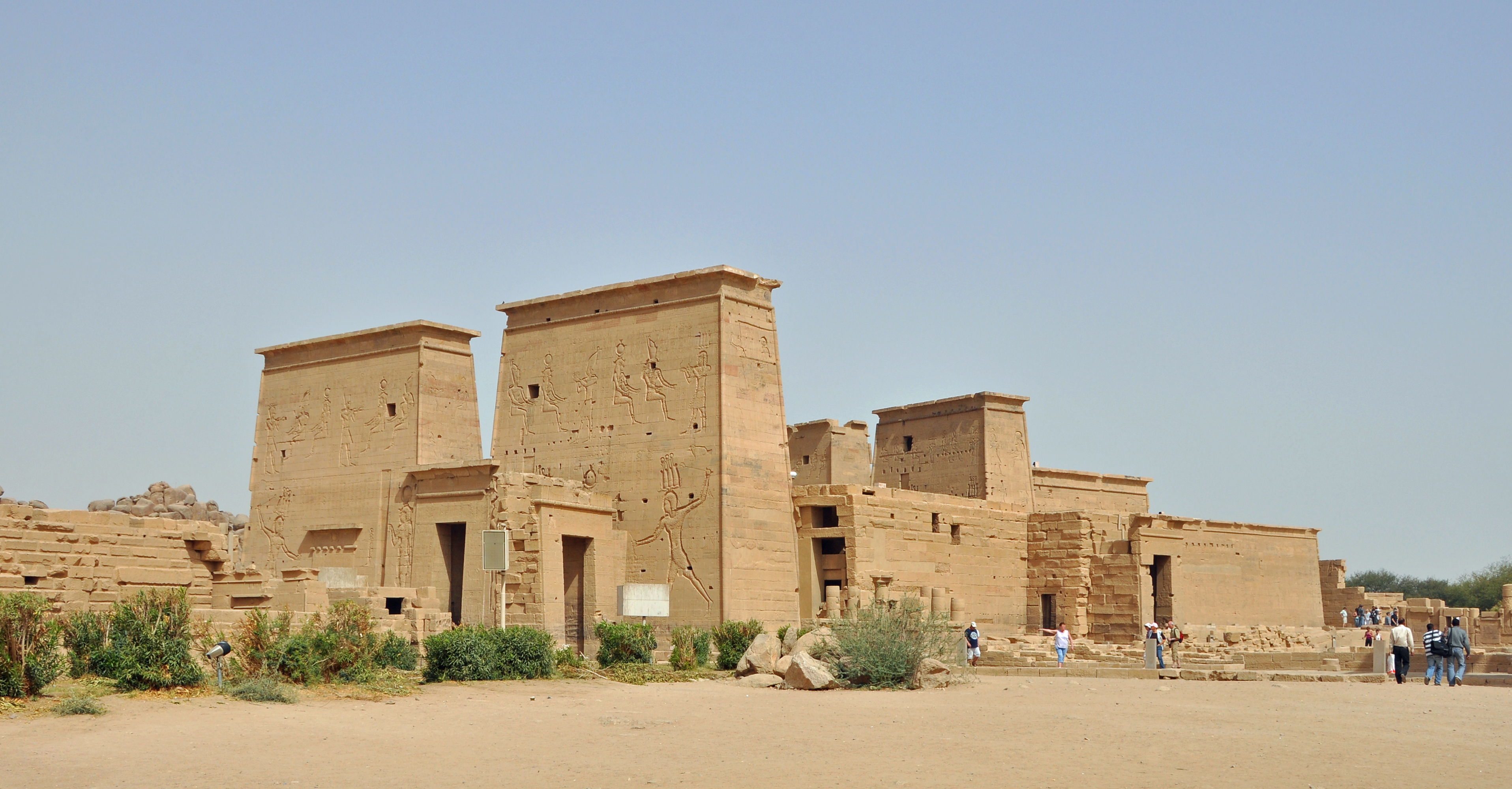
معبد مصری ایزیس در جزیرهٔ فیله، مصر

خدایان مصر باستان، خدایان و ایزدبانوانی‌اند که در مصر باستان پرستش می‌شدند. باورها و آیین‌های پیرامون این خدایان هستهٔ دین مصر باستان را تشکیل می‌داد که از زمانی پیش از تاریخ پدید آمده بوده‌اند. خدایانی که نمایانگر نیروها و پدیده‌های طبیعی بودند را مصریان پشتیبانی می‌کردند و آن‌ها را با پیشکش کردن قربانی و برگزاری آیین‌ها ستایش می‌کردند تا این نیروها طبق ماعت یا نظم الهی به کار خود ادامه دهند. پس از بنیان‌گذاری کشور مصر در حدود ۳۱۰۰ پ. م، متصدی انجام این امور را فرعون کنترل می‌کرد که ادعای نمایندهٔ خدایان بودن را داشت و معابد مصری را که محل اجرای آیین‌ها سامان می‌بخشید.
بلندپایه‌ترین خدا، در دوران‌های مختلف متغیر بوده‌است و به رع خداوند خورشید، آمون خداوند اسرارآمیز و الهه مادر ایزیس گفته می‌شده‌است. آفریدگاری جهان و اغلب توان زندگی بخش خورشید به بلندپایه‌ترین خدا ارتباط داده می‌شده‌است. بر اساس بخشی از نوشته‌های مصر در مورد این خدایان برتر، برخی از محققان استدلال نموده‌اند، که مردم مصر یک قدرت واحد الهی را به رسمیت می‌شناختند که در پشت همه چیز و حاضر در وجود تمام خدایان دیگر بود. اما به نظر آنان هیچگاه جهان بینی چندخدایی اصلی شان را رها نکردند، به جز احتمالاً در دوران آتونیسم در قرن ۱۴ پیش از میلاد، هنگامی که دین رسمی به‌طور انحصاری در پرستش آتون خدای خورشید غیر شخصی متمرکز شده بود.
باور بر این بود که خدایان در میان جهان حضور دارند و قادرند که بر حوادث طبیعی و حیات انسانی تأثیر بگذارند. تعامل انسان‌ها با آن‌ها در معابد و زیارتگاه‌های غیررسمی برای دلایل شخصی و هم چنین اهداف بزرگ‌تر جشن‌های آیینی کشور بود. مصریان برای درخواست یاری از خدایان نیایش می‌کردند و با انجام آیین‌هایی برای وادار کردن خدایان به کاری استفاده می‌کردند و از آن‌ها طلب مشورت می‌کرده‌اند. رابطهٔ انسان‌ها با خدایانشان بخشی اصولی از جامعه مصری بود.

## تعریف
موجوداتی که در سنت باستانی مصر به عنوان خدا شناخته می‌شوند به سختی شمرده می‌شوند. نوشته‌های مصری نام بسیاری از خدایان را فهرست می‌کنند که سرشت شان ناشناخته است و اشاره مبهم و ناسرراستی به دیگر خدایانی می‌کنند که حتی نامی از ایشان برده نمی‌شود.
جیمز پیتر آلن مصرشناس تخمین می‌زند که ۱۴۰۰ خدا در نوشته‌های مصری نام برده می‌شوند در حالیکه همکارش کریستین لیتز می‌گوید هزاران خدا وجود دارد.
واژهٔ زبان مصریان برای این موجودات نتر و صورت مؤنث آن نترت بوده‌است.